# Улятово-Адами
Улятово-Адами (пол. Ulatowo-Adamy) — село в Польщі, у гміні Кшиновлоґа-Мала Пшасниського повіту Мазовецького воєводства.
Населення — 99 осіб (2011).
У 1975-1998 роках село належало до Остроленцького воєводства.

## Демографія
Демографічна структура станом на 31 березня 2011 року:
|          | Загалом | Допрацездатний вік | Працездатний вік | Постпрацездатний вік |
| -------- | ------- | ------------------ | ---------------- | -------------------- |
| Чоловіки | 58      | 14                 | 36               | 8                    |
| Жінки    | 41      | 8                  | 21               | 12                   |
| Разом    | 99      | 22                 | 57               | 20                   |